# Francesco Paolo Neglia
Francesco Paolo Neglia (Enna, 22 maggio 1874 – Intra, 31 luglio 1932) è stato un compositore, direttore d'orchestra, didatta italiano.

## Biografia
Nato a Castrogiovanni (l'odierna Enna) il 22 maggio 1874, studio a Palermo con il M° Guglielmo Zuelli, dopo il diploma si trasferì a Milano (1901) e iniziò l prima stagione concertistica come Direttore d'Orchestra. Alla fine dell'anno emigrò in Germania, trasferendosi ad Amburgo. I tedeschi apprezzarono le doti direttive del musicista affidandogli la direzione d'orchestra dei Musik Freunde di Amburgo e appoggiarono l'iniziativa di aprire un conservatorio per i loro figli. Nacque presto il Neglia Conservatorium, che vantava oltre i 500 iscritti. Il lavoro di Neglia non fu solo quello del didatta e del direttore d'orchestra: compose anche delle opere. Nel 1912 presentò la Seconda Sinfonia in Re minore e l'anno seguente i Tre Quadri di Vita Veneziana.
Al suo ritorno in patria, per effetto della morte del padre che coincise con lo scoppio della Prima Guerra Mondiale (1914), fu accolto con scarso entusiasmo dai suoi concittadini. Infatti gli abitanti di Castrogiovanni erano sospettosi di questo figlio che aveva vissuto una condizione d'agiatezza in Germania e che portava in patria una moglie tedesca e tre figli nati in Germania. La città di Castrogiovanni ostacolò in tutti i modi gli sforzi musicali e professionali che Neglia ottenne fino a quel momento. Grazie alla curia riuscì ad ottenere il posto di direttore d'orchestra della cattedrale. Fu così che iniziò l'opera di riorganizzazione della musica sacra che, durante la sua assenza, non svettava particolarmente. Le ostilità dell'orchestra però furono pesanti e quelle dei concittadini non furono da meno. La moglie non poteva uscire di casa perché veniva additata come spia tedesca e i figli venivano presi a sassate. Ben presto Neglia fu relegato al ruolo di scribacchino del comune e la sua posta privata fu messa sotto sequestro per timore che ricevesse sovvenzioni dagli austriaci per i servizi di spionaggio resi ai tedeschi.
Neglia trovò un po' di serenità soltanto quando si trasferì a Caltanissetta, dove poté dirigere l'orchestra nissena. La sua voglia di riprendere una carriera lo portò a trasferirsi a Legnano. Prese il posto come insegnante elementare e fu il primo musicista italiano a prospettare l'inserimento della musica in tutte le scuole di ogni ordine e grado. Fondò il Liceo Musicale "Verdi" di Legnano, dove insegnarono personaggi illustri. Nella città lombarda completò la sua unica opera lirica, Zelia, e scrisse l'ultima sua opera, il Trio per violoncello, violino e pianoforte.
Morì a Intra il 31 luglio 1932.